# Pokrovske, Lubnî
Pokrovske (în ucraineană Покровське) este un sat în comuna Lîtveakî din raionul Lubnî, regiunea Poltava, Ucraina.

## Demografie
Componența lingvistică a localității Pokrovske
     Ucraineană (98,85%)
     Alte limbi (0,76%)
Conform recensământului din 2001, majoritatea populației localității Pokrovske era vorbitoare de ucraineană (98,85%), existând în minoritate și vorbitori de alte limbi.